# Кузнечное (станция)
Кузне́чное (фин. Kaarlahti) — грузовая железнодорожная станция Октябрьской железной дороги, в одноимённом посёлке городского типа, в Приозерском районе Ленинградской области. Расположена в 156 километрах от Санкт-Петербурга, на линии Санкт-Петербург — Хийтола.
Электрифицирована в 1976 году в составе участка Приозерск — Кузнечное. На станции Кузнечное заканчивается контактная сеть, далее на север идёт неэлектрифицированная дорога. Станция является конечной для электропоездов из Санкт-Петербурга. Далее на север ходит пригородный поезд Кузнечное — Сортавала (по вторникам, четвергам и выходным дням), состоящий из двух сидячих вагонов и тепловоза (ранее по станции обращался дизель-поезд Д1 — «вертушка» Приозерск — Кузнечное — Элисенваара — Яккима). Также на станции останавливается поезд № 350/349 Санкт-Петербург — Костомукша (ранее также поезда Санкт-Петербург — Петрозаводск и Санкт-Петербург — Сортавала).
На станции Кузнечное, как правило, производится смена локомотивов грузовых поездов. Поезд Санкт-Петербург — Костомукша идёт под тепловозом от Санкт-Петербурга. Грузовые поезда из Санкт-Петербурга, как правило, идут под электровозами до станции Кузнечное, где их заменяют на тепловозы.
Станция довольно крупная, помимо станционных путей, на станции имеются пути для отстоя электропоездов и локомотивов. Кроме того, имеются подъездные пути: на камнеобрабатывающий завод, гранитный карьер и Новый завод.
На станции одна боковая платформа, расположенная с восточной стороны станции. Высокая часть платформы рассчитана только на три первых вагона, выход из остальных вагонов «осуществляется» на низкую часть платформы. Эта платформа используется электропоездами и пассажирским поездом № 350/349 Санкт-Петербург — Костомукша. Имеется и островная низкая платформа (из бетонных плит) для пригородного поезда Кузнечное — Сортавала.
На станции имеется деревянный вокзал с залом ожидания и билетными кассами.

## Фотогалерея

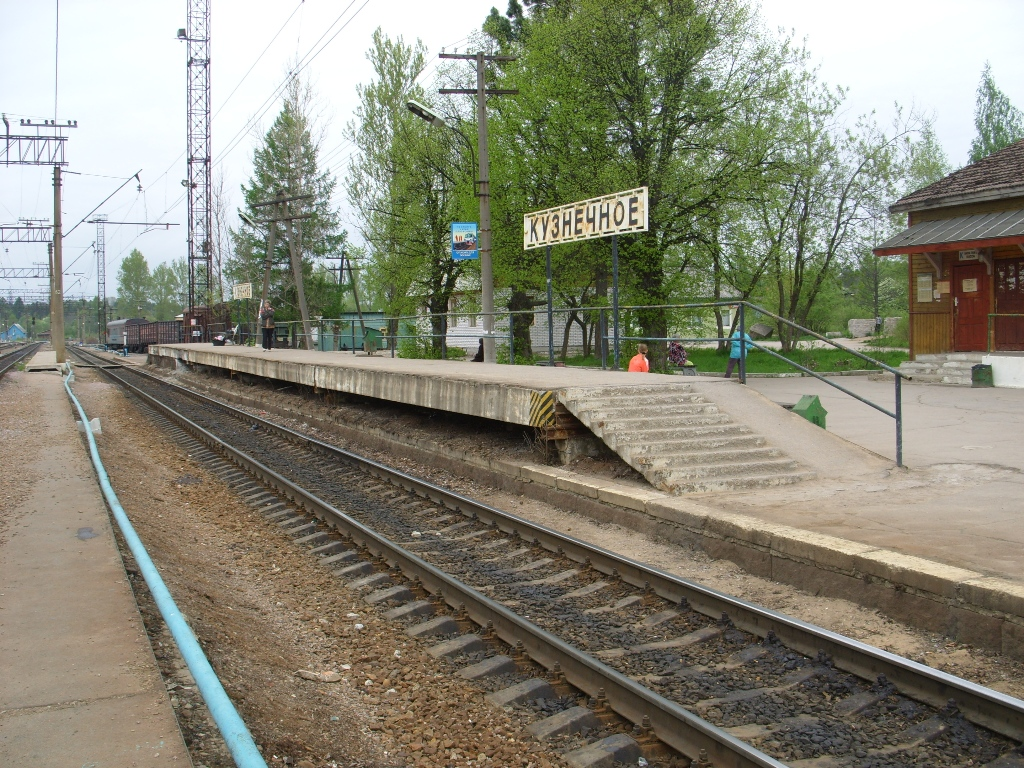
Платформа станции
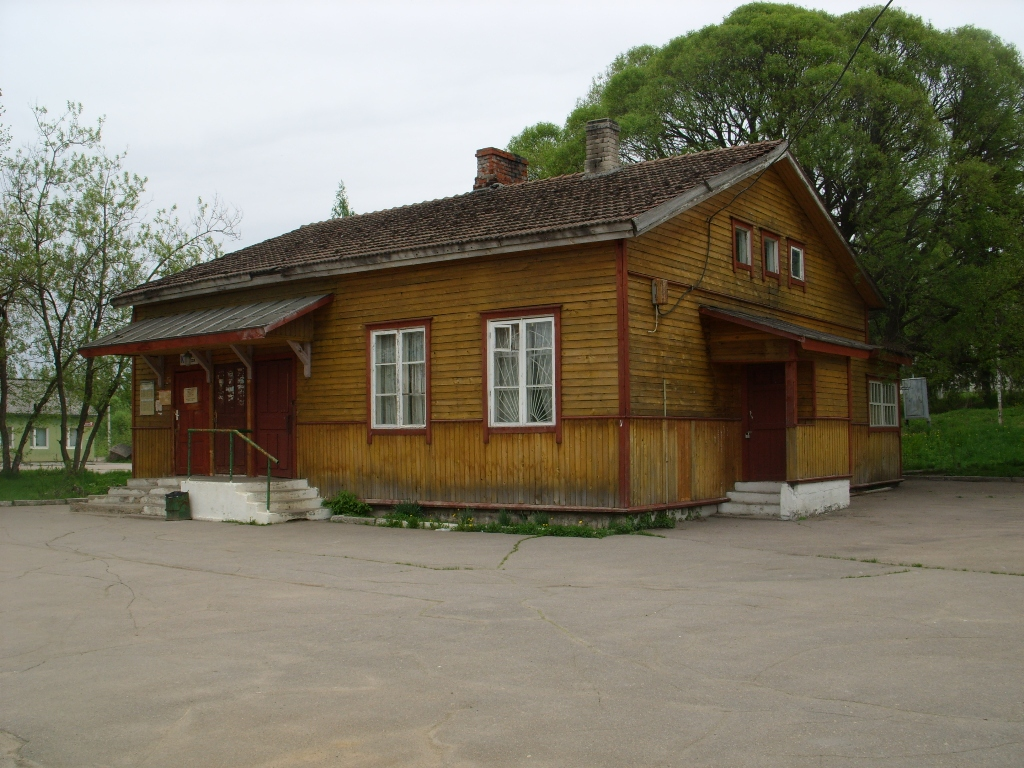
Здание вокзала
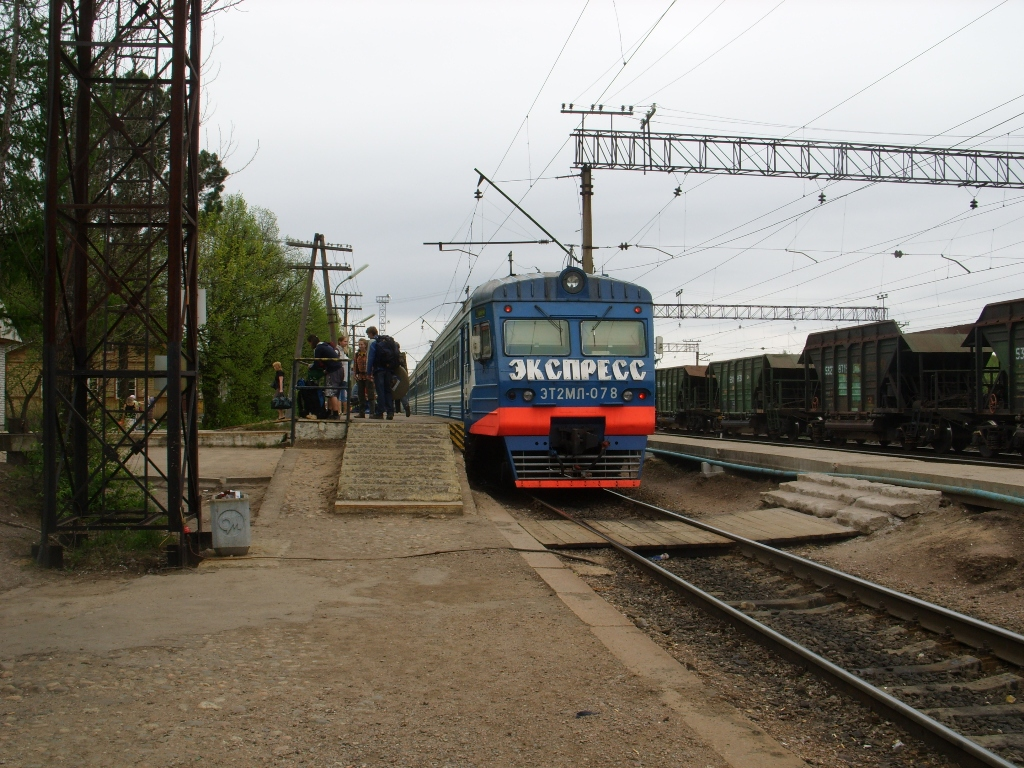
Экспресс у платформы
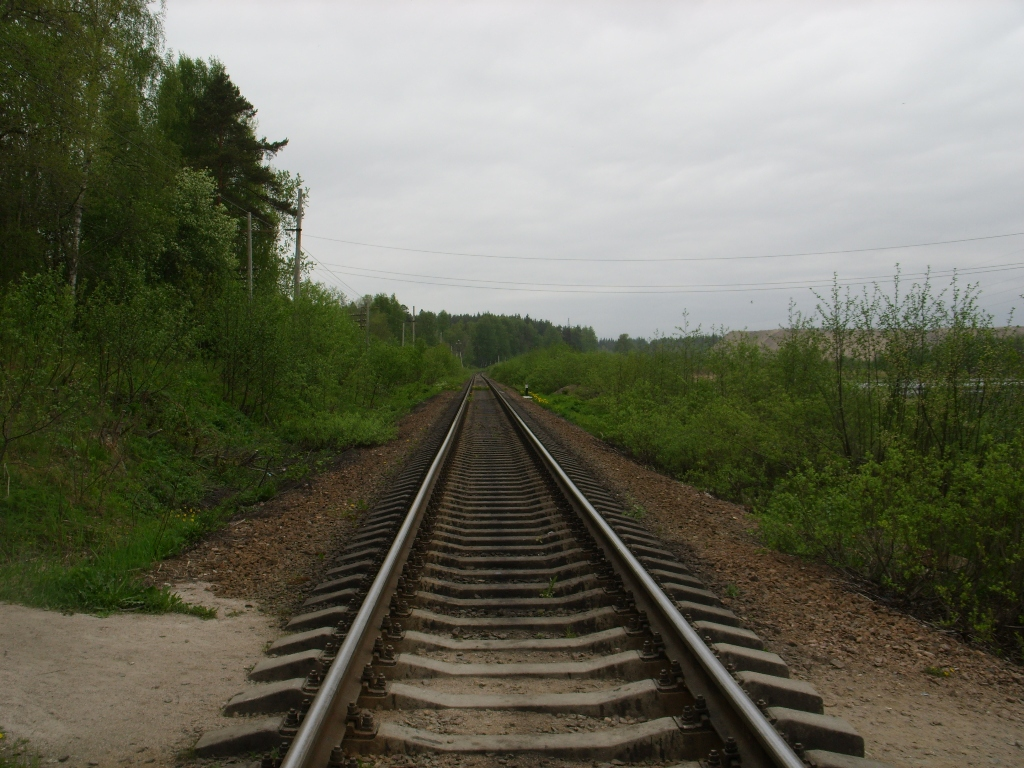
Далее на север пошла неэлектрифицированная дорога